# Radio Derf
RADIO DERF – internetowe radio bluesowe, nadające 24h/dobę.
Radio Derf promuje bluesa i wspiera wszelkie inicjatywy popularyzujące tę muzykę - festiwale, koncerty, płyty profesjonalne i amatorskie. Wspiera śląskich wykonawców, patronuje wydarzeniom muzycznym w regionie.
Radio nadaje niepowtarzalne nagrania muzyczne, w tym unikatowe bootlegi z prywatnych kolekcji artystów, publikuje artykuły i wywiady z polskimi i zagranicznymi artystami.
Radio powstało w 2004 roku w Łaziskach Górnych pod Katowicami z inicjatywy Jarosława „Derfa” Machury, od wczesnej młodości związanego z polską sceną bluesową.
Słuchają go miłośnicy bluesa w całej Polsce. Śląskiego radia słuchają też fani z miejsc tak odległych, jak Puna, Tokio, czy Santiago.
Radio jest przedsięwzięciem niekomercyjnym. Od trzech lat działa nieprzerwanie dzięki pracy wolontariuszy, ofiarności stałych słuchaczy, a przede wszystkim wiedzy i pracy redaktora naczelnego i założyciela radia. 
6 grudnia 2008 roku ruszył kanał polski w Radiu Derf. Wkrótce radio rozpocznie transmisje na żywo ze śląskich i ogólnopolskich koncertów i festiwali bluesowych oraz produkcję płyt koncertowych.

## From Memphis to Norfolk
W każdy czwartek od godziny 21.00 w cyklu "From Memphis to Norfolk" prezentowana jest muzyka mistrzów gatunku.